# Arcane Astral Aeons
Arcane Astral Aeons es el noveno álbum de larga duración de la banda noruega de metal gótico Sirenia. Fue lanzado el 26 de octubre de 2018 a través de Napalm Records.
Es su segundo álbum con la vocalista francesa Emmanuelle Zoldan.
Se hizo un video con la letra del sencillo "Love Like Cyanide", lanzado el 21 de septiembre de 2018. La canción presenta al cantante  Yannis Papadopoulos de la banda finlandesa Beast In Black. El 19 de octubre, se lanzó el video musical para el segundo sencillo "Into the Night". Ambos videos fueron dirigidos por el cineasta y músico sueco Owe Lingvall.

## Historia
Arcane Astral Aeons fue compuesto por Morten Veland a principios de 2018, durante el descanso de una intensa gira por Norteamérica que Sirenia terminó en abril.
El 14 de agosto, los detalles del álbum fueron revelados; básicamente, es la misma producción e ingeniería de su trabajo anterior Dim Days of Dolor (2016). Fue grabado entre mayo y julio de 2018 en el estudio de grabación personal de Veland (Audio Avenue Studios) en Tau, Rogaland. Grabaciones adicionales se hicieron en los estudios Sound Suite en Marsella.
En contraste con cualquier otro álbum de Sirenia, todos sus miembros contribuyeron en el estudio de grabación. Concretamente, los guitarristas en vivo Jan Erik Soltvedt y Nils Courbaron tocaron solos de guitarra en varias pistas. Además, Emmanuelle Zoldan demostró mucho más sus habilidades vocales operísticas y escribió las letras en francés en dos canciones. Acerca de esto y su intensa campaña de promoción, Veland dijo:

Este álbum es algo único para nosotros, ya que es el primero que hemos hecho junto con nuestros fans; todos los que han apoyado nuestra campaña de compromiso han contribuido directamente a la financiación del álbum y para que sea lo que ha resultado ser. [...]

El álbum fue mezclado en Hansen Studios en Ribe, Dinamarca por el productor e ingeniero de mezcla Jacob Hansen. La portada fue creada nuevamente por el artista húngaro Gyula Havancsák de Hjules Illustration And Design.

## Lista de canciones
Todas las canciones fueron escritas por Morten Veland, excepto en "Nos heures sombres" por Emmanuelle Zoldan.

Todas las canciones escritas y compuestas por Morten Veland, except "Nos heures sombres" by Emmanuelle Zoldan. 
| N.º | Título                                | Duración |  |
| 1.  | «In Styx Embrace»                     | 6:02     |  |
| 2.  | «Into the Night»                      | 4:40     |  |
| 3.  | «Love Like Cyanide»                   | 5:49     |  |
| 4.  | «Desire»                              | 5:15     |  |
| 5.  | «Asphyxia»                            | 5:37     |  |
| 6.  | «Queen of Lies»                       | 3:55     |  |
| 7.  | «Nos heures sombres» (Our Dark Hours) | 4:30     |  |
| 8.  | «The Voyage»                          | 5:10     |  |
| 9.  | «Aerodyne»                            | 4:40     |  |
| 10. | «The Twilight Hour»                   | 4:04     |  |
| 11. | «Glowing Embers»                      | 5:32     |  |

### Pista adicional
| Bonus track |                                    |          |  |
| N.º         | Título                             | Duración |  |
| 12.         | «Love Like Cyanide» (Edit version) | 4:06     |  |

## Créditos

### Sirenia
- Morten Veland: Vocalista masculino, guitarras, voces, bajo, piano, sintetizador, programación, batería
- Emmanuelle Zoldan - Vocalista femenina
- Nils Courbaron - guitarra líder en las pistas # 1, # 2 y # 10
- Jan Erik Soltvedt - guitarra líder en las pistas # 5 y # 8

### Músicos de sesión
- Yannis Papadopoulos  - voces masculinas limpias en "Love Like Cyanide"
- Østen Bergøy -  voces masculinas limpias en "Aerodyne"
- Stéphanie Valentin - violín
- Damien Surian, Emilie Bernou, Mathieu Landry - The Sirenian Choir
- Emmanuelle Zoldan - letras francesas en "Desire"

## Producción e ingeniería
- Traducción al francés de "Playing with Fire" y "Aeon's Embrace" de Emmanuelle Zoldan.
- Pre-producidos y grabados en Audio Avenue Studios en Tau, Rogaland, Noruega.
- Grabaciones adicionales en los estudios Sound Suite en Marsella, Provenza-Alpes-Costa Azul, Francia.
- Mezclado y masterizado en Hansen Studios en Ribe, Dinamarca.
- Cubierta, ilustraciones, diseño y disposición del arte por Gyula Havancsák.
- Fotografía de Béranger Bazin.

## Posición en listas
| Lista (2018)                | Máxima posición |
| --------------------------- | --------------- |
| Bélgica (Ultratop flamenca) | 131             |
| Bélgica (Ultratop valona)   | 150             |
| Suiza (Schweizer Hitparade) | 80              |